# Ezio Serantoni
Ezio Serantoni, noto con il nome di battaglia Mezanòt (Imola, 1902 – Imola, 1981), è stato un partigiano italiano.

## Biografia
Militante del Partito Comunista Italiano, fu più volte condannato dal Tribunale speciale fascista e trascorse 11 anni tra carcere e confino.
Liberato nel 1943 dopo la caduta del fascismo, fu uno dei protagonisti della Resistenza nell'Imolese nel duplice ruolo di segretario di zona del PCI e di presidente del locale CLN, fino a dirigere le operazioni delle Sap e dei GAP che il 14 aprile 1945 liberarono Imola.
Dopo la guerra ricoprì molteplici ruoli politici e sindacali.